# Shane Kline
Shane Kline (Bally, 11 april 1989) is een Amerikaans wielrenner die anno 2017 rijdt voor Rally Cycling.

## Carrière
In 2017 behaalde Kline zijn eerste UCI-overwinning toen hij in de laatste etappe van de Cascade Cycling Classic de massasprint won, voor Miguel Bryon en Joe Lewis.

## Overwinningen
2017
4e etappe Cascade Cycling Classic

## Ploegen
- 2009 –  Kelly Benefit Strategies
- 2010 –  Bissell
- 2011 –  Bissell Cycling
- 2012 –  Team Smartstop-Mountain Khakis
- 2013 –  Team SmartStop p/b Mountain Khakis
- 2014 –  Team SmartStop
- 2015 –  Team SmartStop
- 2016 –  Rally Cycling
- 2017 –  Rally Cycling

Bezdek · Brown · Hamblen · Keough · Kline · Livermon · Monteleone · Murfet · Myerson · Townsend · Zawacki
Brown · Chaddock · Hamblen · Howe · Kline · Lea · Livermon · de Luna · Marcotte · McCabe · Monteleone · Murfet · Myerson · Patten · Simes · Travieso · Uberti · Winsor · Dahl (stagiair)
Bell · Berry · Britton · Cogburn · Haga · Kline · Kocjan · Kyer · Livermon · de Luna · Marcotte · McCabe · Myerson · Torckler · Dahl (stagiair)